# Accenture AB
Accenture AB är ett svenskt konsultföretag med verksamhet inom bland annat strategisk rådgivning, konsulttjänster, informationsteknik, digitalisering och optimering av verksamheter. Det är ett dotterbolag till den irländsk-amerikanska konsultfirman Accenture plc. Företaget har kontor i Stockholm, Göteborg och Malmö.
2018 hade Accenture AB en omsättning på 4,2 miljarder svenska kronor. Bolaget hade 2019 en personalstyrka på 1300 anställda.

## Historik
År 2013 förvärvade Accenture Fjord, en global designbyrå som är specialiserad på digitala upplevelser och tjänster som engagerar konsumenter över flera plattformar så som smartphones, surfplattor och datorer.
Under 2015 förvärvade Accenture svenska Brightstep, ett konsultbolag helt inriktat på digital handel. 2018 tillkom den kreativa byrån The World Loves samt CRM-byrån Kaplan. Under 2019 förvärvade Accenture konsultbolaget Northstream.
Under 2021 förvärvade Accenture IT-konsultbolaget Cygni, samt Sentor, ett konsultbolag inriktat på cybersäkerhet. 